# Бен-Йосеф, Реувен
Реувен Бен-Йосеф (ивр. ראובן בן-יוסף‎), при рождении Роберт Рейсс (англ. Robert Reiss; 31 мая 1937, Нью-Йорк — 9 марта 2001) — израильский поэт.
Провёл детство и юность в Нью-Йорке, окончил Школу искусства и музыки как джазмен. Служил в армии США в Германии (город Хайльбронн), с 1954 г. публиковал стихи по-английски, в 1959 г. опубликовал первую книгу стихов (The endless seed; New York: Exposition Press). В 1959 г. репатриировался в Израиль. Жил в Иерусалиме, писал стихи и прозу на иврите, переводил с иврита на английский (в том числе мемуарную книгу Игаля Алона «Дом моего отца»), преподавал литературное мастерство. Участвовал в Войне Судного дня и Ливанской войне 1982 года. С 1996 г. возглавлял издательство Sifre Bitzaron.
Первую книгу на иврите опубликовал в 1965 г. (ивр. שחפים ממתינים : שירים‎). В дальнейшем выпустил ещё 13 книг стихов, два романа и сборник эссе. Дважды лауреат премии Еврейского книжного совета США (1969, 1975), лауреат ряда других литературных наград